# Генрі Фіцрой, 1-й герцог Графтон
Генрі Фіцрой, 1-й герцог Графтон, KG (28 вересня 1663 р. — 9 жовтня 1690) — позашлюбний син короля Англії Карла II та його коханки Барбари Вільєрс. Військовий командир, Генрі Фіцрой був призначений полковником гренадерської гвардії в 1681 році та був віце-адміралом Англії з 1682 по 1689 рік. Він загинув під час штурму Корка під час Вільямітсько-якобітської війни в 1690 році.

## Молодість і військова кар'єра
Генрі Фіцрой, народжений Барбарою Вільєрс, графинею Каслмейн у 1663 році, був позашлюбним сином короля Англії Карла II, другим сином від Барбари Вільєрс. Його мати була донькою Вільяма Вільєрса, 2-го віконта Грандісона, полковника одного з полків короля Карла I, який загинув під час Громадянської війни. 1 серпня 1672 року, у віці дев'яти років, було організовано його шлюб з п'ятирічною Ізабеллою, донькою і спадкоємицею Генрі Беннета, 1-го графа Арлінгтона. 4 листопада 1679 року відбулася весільна церемонія, свідком якої був Джон Евелін, який записав у своєму щоденнику того дня, описуючи його як «надзвичайно красивого, що значно перевершує будь-якого короля з інших природних речей». На момент одруження Генрі Фіцрой отримав статус барона Садбері, віконта Іпсвіча та графа Юстона. У 1675 році він був номінований герцогом Графтоном, а Карл II зробив його кавалером Ордена підв'язки в 1680 році. У 1681 році був призначений полковником гренадерської гвардії.
Фіцрой виховувався як моряк і брав участь у військових дії під час облоги Люксембурга в 1684 році. Того року він отримав наказ замінити сера Роберта Голмса на посаді губернатора острова Вайт, коли останнього звинуватили у деяких злочинах. Проте Голмс був виправданий військовим судом і зберіг посаду губернатора. У 1686 році Графтон убив Джона Телбота, брата графа Шрусбері, на дуелі, яку спричинило «негарне та зухвале» висловлювання Телбота на адресу Графтона. Він був призначений віце-адміралом Вузьких морів з 1685 по 1687 рік. Під час коронації короля Якова II Графтон був лордом Верховним Констеблем. Під час повстання герцога Монмутського командував королівськими військами в Сомерсеті. Однак пізніше він діяв разом з Джоном Черчіллем і приєднався до Вільгельма Оранського, щоб повалити короля Якова під час Славної революції 1688 року.

## Смерть
Фіцрой помер в Ірландії в 1690 році від поранення, отриманого під час штурму Корка, коли він очолював війська Вільгельма, у віці 27 років. Його тіло було повернуте до Англії для поховання з деякими внутрішніми органами, вилученими та похованими (у Баллінтемплі, Корк), щоб зберегти його останки для транспортування.
У жовтні 1697 року його вдова вийшла заміж за сера Томаса Ганмера, молодого баронета з Флінтширу, який став спікером палати громад і експертом щодо творчості Вільяма Шекспіра. Померла в 1723 році.

## Спадщина
Герцог Графтон володів землею в тодішній сільській місцевості поблизу Дубліна, Ірландія, яка пізніше стала частиною міста. Сільська вулиця на цій землі з часом перетворилася на Графтон-стріт, одну з головних вулиць Дубліна. Алея Графтон у Корку, неподалік від місця, де його застрелили, також має його ім'я.